# Qingshuihe
För andra betydelser, se Qingshuihe (olika betydelser).
Qingshuihe är ett härad som lyder under Hohhots stad på prefekturnivå i den autonoma regionen Inre Mongoliet i norra Kina. Det ligger omkring 100 kilometer söder om regionhuvudstaden Hohhot. 